# Tuisi-Garten

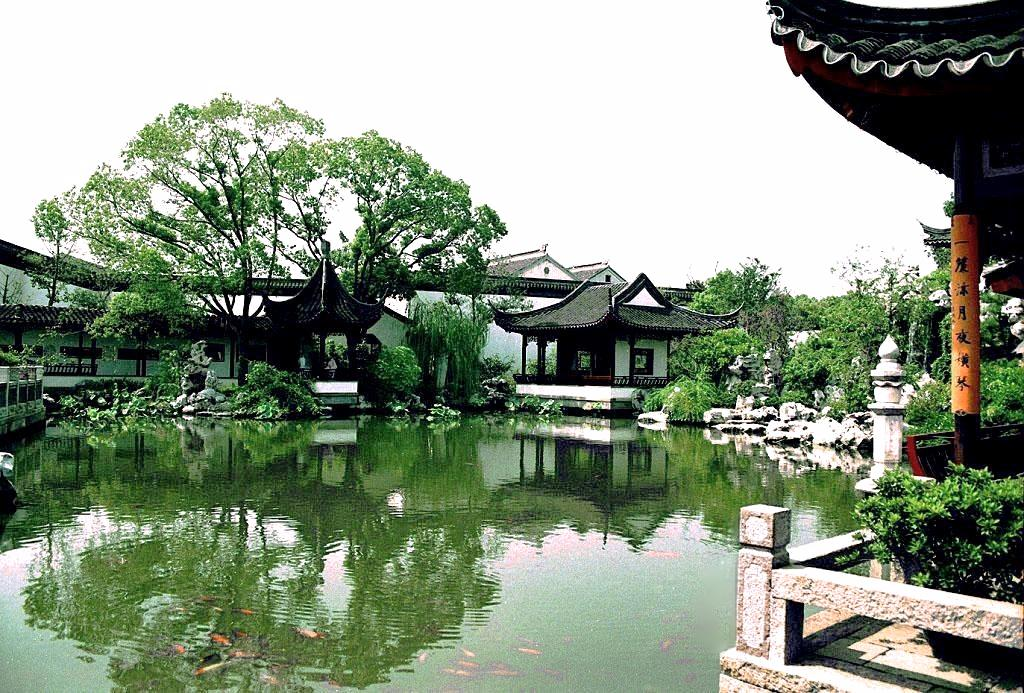
Tuisi-Garten in Tongli

Der Tuisi-Garten (chinesisch 退思园, Pinyin Tuìsī yuán – „Garten des Rückzugs und Nachdenkens“) in Tongli, Wujiang, Provinz Jiangsu, China, ist ein bekanntes Beispiel für die Gartenkunst in China. Die in der Qing-Zeit erbaute Gartenanlage diente als private Residenz für Ren Lansheng 任兰生, einen hohen pensionierten Beamten aus Tongli, und weist den typischen Baustil der Gartenbaukunst Südchinas auf. Im Jahr 2000 wurde der Tuisi-Garten Teil des seriellen UNESCO-Weltkulturerbes Klassische Gärten von Suzhou. Seit dem Jahr 2001 steht der Garten auf der Liste der Denkmäler der Volksrepublik China (5-284).